# Le Trône d'argile
Pour les articles homonymes, voir Trône (homonymie).

Le Trône d'argile est une série de bande dessinée historique se déroulant pendant la guerre de Cent Ans. Le scénario est signé Nicolas Jarry et France Richemond, le dessin par Theo Caneschi et les couleurs Lorenzo Pieri.

## Synopsis
Série qui raconte la dernière partie de la guerre de Cent Ans.
Elle commence avec le tome 1 en 1418, lorsque Paris tombe aux mains des Bourguignons et se termine avec Jeanne d'Arc.
Résumé du tome 1 : (...)
Résumé du tome 2 :
au pont de Montereau, le destin de la France vacille
Résumé du tome 3 :
Henri V, roi d'Angleterre, gagne la guerre de Cent Ans, avec le traité de Troyes.
Résumé du tome 4 :
une conscience française apparaît et lutte sourdement contre l'emprise des Anglais sur le royaume de France.
Résumé du tome 5 :
De 1424 à 1427, nous assistons au début de l’aventure de Jeanne, jusqu'aux prémices du siège d'Orléans.
Résumé du tome 6 :
En 1429, le dauphin Charles confie son armée à Jeanne et cette dernière brise contre toute attente le siège d'Orléans.

## Albums
- Tome 1 : Le Chevalier à la hache (2006)
- Tome 2 : Le Pont de Montereau (2007)
- Tome 3 : Henry, roi de France et d'Angleterre (2008)
- Tome 4 : La Mort des rois (2010)

- Tome 5 : La Pucelle (26 mai 2012)
- Tome 6 : La Geste d'Orléans (3 juin 2015)

## Publication

### Éditeurs
- Delcourt (Collection Histoire histoire) : Tomes 1, 2, 3, 4, 5 et 6 (première édition des tomes 1, 2, 3, 4, 5 et 6).

### Documentation
Études sur Le Trône d'argile
- Pierre Courroux, « Réécriture de l'histoire et mythes "nationaux" dans Le Trône d'Argile », dans Brigitte Louichon et Sylvain Brehm, dir., Fictions historiques pour la jeunesse en France et au Québec, Presses universitaires de Bordeaux, 2016 (lire en ligne), p. 39-57.
- (en) Iain A. MacInnes, « A Clash of Arms to Be Eternally Remembered”: War, Chivalry, and the Hundred Years War in Le Trône d’Argile and Crécy », dans Tatiana Prorokova et Nimrod Tal, dir, Cultures of War in Graphic Novels: Violence, Trauma, and Memory, Rutgers University Press, 2018 (ISBN 9780813590998), p. 23-40.

Autres
- Simon Hasdenteufel, « Game of thrones pendant la guerre de Cent Ans », Cases commentées, sur Cases d'histoire, 17 septembre 2018 (consulté le 23 février 2019). Commentaire du Chevalier à la hache
- Jean-Laurent Truc, « 'Le Trône d'argile, t.2 : un souffle épique », dBD, no 16,‎ septembre 2007, p. 22.